# Мотопед
Мотопед е дву- или триколесно возило с двигател с обем около 50 сm³ и скорост до 45 km/h. За управлението на мотопед в България се изисква категория „АМ", която може да се придобие след навършване на 16-годишна възраст и при успешно положен изпит за управление на моторно превозно средство. Водачите на мотопеди нямат право да управляват тези превозни средства на автомагистрала, защото не могат да развият нужната скорост.

## Етимология
Комбинация от думите „мотор" и „велосипед“ (от френски: moto- + от латински: pedis или pes, крак).